# ملکه آفریقایی (فیلم)
ملکه آفریقایی که در فارسی «قایق افریکن کوئین» هم نامیده شده (به انگلیسی: The African Queen) فیلمی ماجراجویانه به کارگردانی جان هیوستون محصول ۱۹۵۱ میلادی می‌باشد.
هامفری بوگارت برای بازی در این فیلم برنده جایزه اسکار بهترین بازیگر نقش اول مرد شد در حالی که رقیبی چون مارلون براندو در فیلم اتوبوسی به نام هوس داشت.
این فیلم به کارگردانی جان هیوستون و تهیه‌کنندگی سم اسپیگل و جان وولف ساخته شد. فیلم‌نامه آن را جیمز ایجی، جان هیوستون، جان کالیر و پیتر ویرتل بر اساس رمان اصلی نوشتند. فیلم در تکنی‌کالر توسط جک کاردیف فیلم‌برداری شد و موسیقی آن را آلن گری ساخت.
این فیلم با بازی هامفری بوگارت (که برای این نقش برنده جایزه اسکار بهترین بازیگر مرد شد؛ تنها جایزه اسکار او) و کاترین هپبورن همراه است و همچنین بازیگرانی چون رابرت مورلی، پیتر بول، والتر گوتل، ریچارد مارنر و تئودور بیکل در آن نقش‌آفرینی کرده‌اند.
در سال ۱۹۹۴، ملکه آفریقا برای نگهداری در فهرست ملی ثبت فیلم ایالات متحده انتخاب شد و کتابخانه کنگره آن را از نظر فرهنگی، تاریخی یا زیبایی‌شناختی اثری مهم دانست.

## داستان
ساموئل سِیر و خواهرش رُز در اوت ۱۹۱۴، مبلغ‌های مذهبی انگلیسی و پیروان کلیسای متدیست هستند که در شرق آفریقای آلمان مستقر شده‌اند. بسته‌های پستی و تدارکات آن‌ها توسط یک قایق بخار کوچک به نام «ملکه آفریقا»، که توسط مکانیک کانادایی خشن و سرسختی به نام چارلی آلانات هدایت می‌شود، به دستشان می‌رسد. رفتار زمخت چارلی برایشان ناخوشایند است، اما آن را با اکراه تحمل می‌کنند.
یک روز، چارلی به ساموئل و رز هشدار می‌دهد که جنگ بین آلمان و بریتانیا آغاز شده است. اما آن‌ها تصمیم می‌گیرند در روستای کونگدو بمانند. مدتی بعد، سربازان مستعمراتی آلمان روستا را به آتش کشیده و ساکنان آن را برای کار اجباری با خود می‌برند. وقتی ساموئل به این رفتار اعتراض می‌کند، یک سرباز او را به شدت کتک می‌زند. او در پی این ضربه دچار تب شدیدی شده و پس از مدتی می‌میرد. چارلی به رز کمک می‌کند تا برادرش را دفن کند و سپس هر دو با «ملکه آفریقا» از آنجا فرار می‌کنند.
در مسیر، چارلی توضیح می‌دهد که نیروهای بریتانیایی نمی‌توانند به آلمانی‌ها حمله کنند، زیرا یک ناو جنگی بزرگ به نام «کونیگین لوئیزه» در دریاچه‌ای بزرگ گشت‌زنی می‌کند و مانع پیشروی آن‌ها می‌شود. رز ایده‌ای جسورانه مطرح می‌کند: تبدیل کردن «ملکه آفریقا» به یک قایق اژدرافکن و غرق کردن کونیگین لوئیزه. چارلی ابتدا مخالف است، اما پس از مدتی متقاعد می‌شود و با نقشه او همراهی می‌کند.
چارلی به رز کمک می‌کند تا هدایت قایق را با استفاده از سکان انجام دهد، درحالی‌که خودش موتور را کنترل می‌کند. وقتی موفق می‌شوند با حداقل آسیب از اولین گروه تندآب‌ها عبور کنند، رز اعتماد به نفس بیشتری پیدا می‌کند. اما هنگام عبور از کنار یک دژ آلمانی، سربازان به آن‌ها شلیک کرده و دیگ بخار قایق را آسیب می‌زنند. چارلی موفق می‌شود شلنگ فشار را تعمیر کند، اما درست زمانی که به مجموعه دوم تندآب‌ها می‌رسند، قایق به‌شدت تکان می‌خورد و روی عرشه آب زیادی جمع می‌شود. پس از عبور موفقیت‌آمیز، رز و چارلی درحالی‌که خوشحال هستند، به یکدیگر نزدیک شده و همدیگر را می‌بوسند. اما سومین مجموعه تندآب‌ها موجب آسیب دیدن محور پروانه قایق می‌شود. آن‌ها مجبور می‌شوند در ساحل توقف کرده و یک کارگاه آهنگری ابتدایی درست کنند تا چارلی بتواند محور را صاف کند و تیغه جدیدی برای پروانه جوش دهد. پس از تعمیر، سفرشان را ادامه می‌دهند.
اما وقتی به دهانه رودخانه می‌رسند، ملکه آفریقا در میان گل و نیزارهای متراکم گیر می‌کند. بدون آب آشامیدنی و با اتمام آذوقه، رز و چارلی که دچار تب شده‌اند، بیهوش می‌شوند و مرگ را پذیرا می‌شوند. رز در سکوت دعا می‌کند. در طول شب، باران سیل‌آسا سطح آب رودخانه را بالا آورده و قایق را آزاد کرده و به دریاچه می‌برد.
در دو روز بعد، چارلی و رز خود را برای حمله آماده می‌کنند. وقتی کونیگین لوئیزه بازمی‌گردد، آن‌ها تصمیم می‌گیرند که ملکه آفریقا را در تاریکی به سمت ناو آلمانی هدایت کنند و آن را به برخورد وادار نمایند. اما طوفان شدیدی درمی‌گیرد و آب از سوراخ‌های اژدر به داخل قایق نفوذ می‌کند. سرانجام ملکه آفریقا واژگون شده و چارلی و رز را به درون آب می‌اندازد. چارلی در میان طوفان رز را گم می‌کند.
چارلی به اسارت آلمانی‌ها درمی‌آید و به ناو کونیگین لوئیزه منتقل می‌شود، جایی که افسران آلمانی او را بازجویی می‌کنند. چون فکر می‌کند رز غرق شده، هیچ تلاشی برای دفاع از خود نمی‌کند و ناخدای آلمانی او را به جرم جاسوسی محکوم به اعدام می‌کند. اما درست پس از اعلام حکم، رز را نیز به کشتی می‌آورند. ناخدا از او بازجویی می‌کند و رز با افتخار نقشه خود برای غرق کردن کونیگین لوئیزه را اعتراف می‌کند، زیرا دیگر چیزی برای از دست دادن ندارند. کاپیتان آلمانی حکم اعدام هر دوی آن‌ها را صادر می‌کند.
در آخرین لحظات، چارلی از کاپیتان آلمانی درخواست می‌کند که قبل از اعدام، آن‌ها را به عقد یکدیگر درآورد. ناخدا با بی‌حوصلگی قبول می‌کند و کوتاه‌ترین مراسم ازدواج ممکن را اجرا می‌کند. اما درست در همان لحظه که اعدام قرار است انجام شود، ناو آلمانی با مجموعه‌ای از انفجارها تکان می‌خورد و به سرعت واژگون می‌شود. کونیگین لوئیزه به بدنه واژگون‌شده ملکه آفریقا برخورد کرده و اژدرها منفجر شده‌اند. زوج تازه ازدواج‌کرده موفق می‌شوند از کشتی درحال غرق شدن فرار کرده و شناکنان خود را به ساحل برسانند.

## جوایز فیلم
- برنده اسکار بهترین بازیگر مرد برای همفری بوگارت
- نامزد اسکار بهترین بازیگر زن برای کاترین هپبورن
- نامزد اسکار بهترین کارگردانی برای جان هیوستون
- نامزد اسکار بهترین فیلم‌نامه برای جان هیوستون و جیمز آگی

## بازیگران
- هامفری بوگارت در نقش چارلی آلنت
- کاترین هپبورن در نقش رز سِیِر
- رابرت مورلی در نقش کشیش ساموئل سِیِر، «برادر»
- پیتر بول در نقش کاپیتان کشتی کونیگین لوئیزه
- تئودور بیکل در نقش افسر اول کشتی کونیگین لوئیزه
- والتر گوتل در نقش افسر دوم کشتی کونیگین لوئیزه
- پیتر سون‌ویک در نقش افسر اول قلعه شونا
- ریچارد مارنر در نقش افسر دوم قلعه شونا
- جرالد آن در نقش افسر جزء کشتی کونیگین لوئیزه (بدون ذکر نام در تیتراژ)[۴]

## تولید

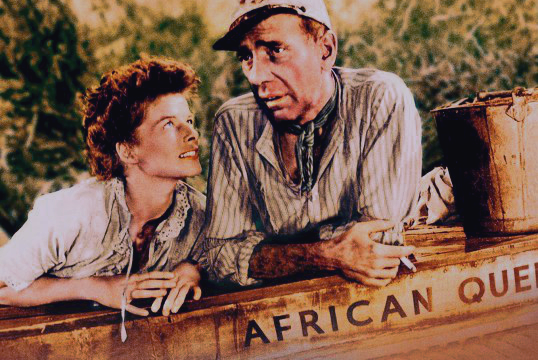
کاترین هپبورن و هامفری بوگارت در تصویری تبلیغاتی از فیلم

سانسورچی‌های اداره سانسور ایالات متحده با برخی بخش‌های فیلمنامه اصلی مخالفت کردند، از جمله هم‌زیستی دو شخصیت مجرد در قایق (مطابق با کتاب)، که منجر به تغییراتی پیش از تکمیل فیلم شد. تغییر دیگری نیز پس از انتخاب بوگارت ایجاد شد؛ در نسخه اصلی، دیالوگ‌های شخصیت او با لهجه غلیظ کاکنی نوشته شده بود، اما از آنجا که بوگارت حاضر به اجرای آن نبود، فیلمنامه بازنویسی شد و شخصیت او کانادایی شد.
فیلم تا حدی توسط جان و جیمز وولف از شرکت بریتانیایی «رامیولوس فیلمز» تأمین مالی شد. مایکل بالکن، مشاور شرکت ملی تأمین مالی فیلم، به این شرکت توصیه کرد که تنها در صورتی وامی به وولف‌ها بدهد که بازیگران فیلم به‌جای هامفری بوگارت و کاترین هپبورن، دو بازیگر سابق استودیوهای ایلینگ یعنی جان مک‌کالم و گوگی ویدرز باشند. اما وولف‌ها توانستند رئیس این شرکت، لرد رایت را متقاعد کنند که نظر بالکن را رد کند و فیلم ساخته شد. وولف‌ها مبلغ ۲۵۰ هزار پوند تأمین کردند و پس از تکمیل فیلم چنان از نتیجه راضی بودند که جان هیوستون را برای کارگردانی فیلم بعدی‌شان، مولن روژ (۱۹۵۲)، انتخاب کردند.
بخش زیادی از فیلم در دریاچه آلبرت اوگاندا و کنگوی بلژیک فیلم‌برداری شد. این موضوع برای زمان خود بسیار نوآورانه بود، به‌ویژه برای فیلمی که با فناوری تکنی‌کالر و دوربین‌های حجیم «سه‌نواره» ساخته می‌شد. بازیگران و عوامل فیلم در طول فیلم‌برداری در شرایط دشوار و با بیماری‌های مختلف روبه‌رو شدند. در یکی از صحنه‌های اولیه که هپبورن در کلیسا ارگ می‌نوازد، یک سطل خارج از کادر قرار داده شده بود تا او در بین برداشت‌ها بتواند در آن استفراغ کند، زیرا بیمار بود. بوگارت بعدها با افتخار ادعا کرد که او و هیوستون تنها افرادی بودند که از بیماری مصون ماندند، و این را به نوشیدن ویسکی به‌جای آب آلوده نسبت داد.
حدود نیمی از فیلم در بریتانیا فیلم‌برداری شد. صحنه‌هایی که بوگارت و هپبورن در آب دیده می‌شوند، در استخرهای استودیو وارتون هالز استودیوز در آیزول‌وورث، لندن، فیلم‌برداری شدند، زیرا فیلم‌برداری آن‌ها در آفریقا بسیار خطرناک تلقی می‌شد. تمام صحنه‌های پس‌زمینه برای جلوه‌های ویژه نیز در استودیو گرفته شد.
صحنه‌های داخل قایق با استفاده از یک سکوی بزرگ و ماکت قایق ساخته شدند. بخش‌هایی از قایق به‌گونه‌ای طراحی شده بود که بتواند برای قرارگیری دوربین‌های بزرگ تکنی‌کالر برداشته شود. در یک حادثه، دیگ بخار مسی سنگینی که بخشی از دکور بود، نزدیک بود روی هپبورن سقوط کند زیرا برای انعطاف در جایگذاری دوربین، به عرشه متصل نشده بود.
قایق کوچک که در فیلم به‌عنوان African Queen استفاده شد، در سال ۱۹۱۲ در بریتانیا برای خدمت در آفریقا ساخته شد. مدتی این قایق متعلق به بازیگر فس پارکر بود. این قایق در آوریل ۲۰۱۲ بازسازی شد و اکنون به‌عنوان جاذبه گردشگری در Key Largo، فلوریدا قرار دارد.
یک شایعه همچنان پیچیده است که جمعیت طوطی طوق‌صورتی وحشی در لندن از پرندگانی سرچشمه گرفته‌اند که در زمان فیلم‌برداری The African Queen از قفس گریخته یا رها شده‌اند.